# Tymoteusz Ortym
Tymoteusz Ortym, Tymoteusz Ortym-Prokulski (właśc. Tymoteusz Prokulski) (ur. 29 września 1898 w Skierniewicach, zm. 15 maja 1963 w USA) – polski reżyser, konferansjer i impresario teatralny, twórca polskiego teatru dla dzieci, autor piosenek i utworów scenicznych.

## Życiorys
Urodził się 29 września 1898 w Skierniewicach w rodzinie Stanisława Prokulskiego i Janiny z Adamowskich. Naukę na poziomie szkoły średniej odbywał w gimnazjach we Lwowie i Petersburgu, natomiast na poziomie szkoły wyższej kontynuował na uniwersytecie w Kijowie. Jako aktor debiutował w 1916 w zespole operetki i farsy w polskim „Ogniwie” w Kijowie. W sezonie 1917/1918 występował w kijowskim Teatrze Polskim. Do Polski wrócił w lipcu 1921. Był twórcą teatru dla dzieci w Polsce i autorem kilkudziesięciu baśni scenicznych, które grano na wielu scenach teatralnych. Spod jego pióra wyszły m.in. teksty piosenek Serce (z frazą Serce to najpiękniejsze słowo świata; polski tekst do piosenki z filmu Świat się śmieje Grigorija Aleksandrowa) oraz W maleńkiej kawiarence (muz. Fred Raymond) z repertuaru Mieczysława Wojnickiego. Pseudonimy Makors, Meteor, Tym-Ortym. Od 1929 działał też jako organizator, kierownik, autor tekstów, konferansjer zespołów kabaretowych i teatralnych.
Zarządzeniem z dnia 19 kwietnia 1937 został mu nadany Srebrny Krzyż Zasługi.
Zmarł 15 maja 1963 na terytorium Stanów Zjednoczonych.